# Samsung Galaxy Note 7
El Samsung Galaxy Note 7 (comercializado como Samsung Galaxy Note7) es un teléfono inteligente diseñado, comercializado y tempranamente descatalogado por Samsung Electronics. Se trata de la sexta generación de la serie Note de Samsung. Fue lanzado el 19 de agosto de 2016 y descatalogado antes de cumplido un mes, el 11 de septiembre de 2016, debido a errores críticos de manufactura. Este fallo propiciaba que el dispositivo se incendiara por sí solo, tanto en reposo como en uso, provocando que el dispositivo explote.
El dispositivo es una evolución del Samsung Galaxy Note 5, el cual incorporó algunos detalles del Samsung Galaxy S7, como la ranura para tarjetas micro SD y la certificación IP68 de resistencia al agua. También se incluyeron nuevas características como una pantalla curva (edge), mejoras en el S Pen y la más importante (sin embargo poco convencional para su época) fue el reconocimiento del iris para desbloqueo automático, lo que sería el comienzo de la utilización de esta tecnología en muchos futuros teléfonos inteligentes.[cita requerida]

## Historia
El 14 de agosto de 2016 Samsung dio a conocer el nuevo dispositivo que llevaría por nombre: Samsung Galaxy Note 7. Por lo que se saltaría el número 6 en la serie para coincidir con la serie de los teléfonos inteligentes de la línea Galaxy S (S7 y S7 Edge respectivamente). El teléfono fue comercializado oficialmente el 19 de agosto del mismo año en al menos 30 países y recibió críticas generalmente favorables; algunas de estas opiniones elogiaron que se incorporara la pantalla biselada del modelo Galaxy S7 Edge, los colores disponibles (negro, azul coral, plata y oro) y la considerable capacidad de su batería (3500 mAh), así como su velocidad de recarga (90 minutos aproximadamente).

## Especificaciones
Originalmente, el Note 7 poseía el procesador Exynos 8890, pero solo algunos modelos lanzados en China, Japón y Estados Unidos, ese procesador fue reemplazado por Qualcomm Snapdragon 820 (para la compatibilidad con el antiguo CDMA) y en Canadá todos los modelos fueron reemplazados por Snapdragon 820. El sistema operativo usado era Android 6.0.0 "Marshmallow", junto con la interfaz de usuario TouchWiz Grace, y es actualizable a Android 7.1.1 "Nougat".

## Fallos detectados

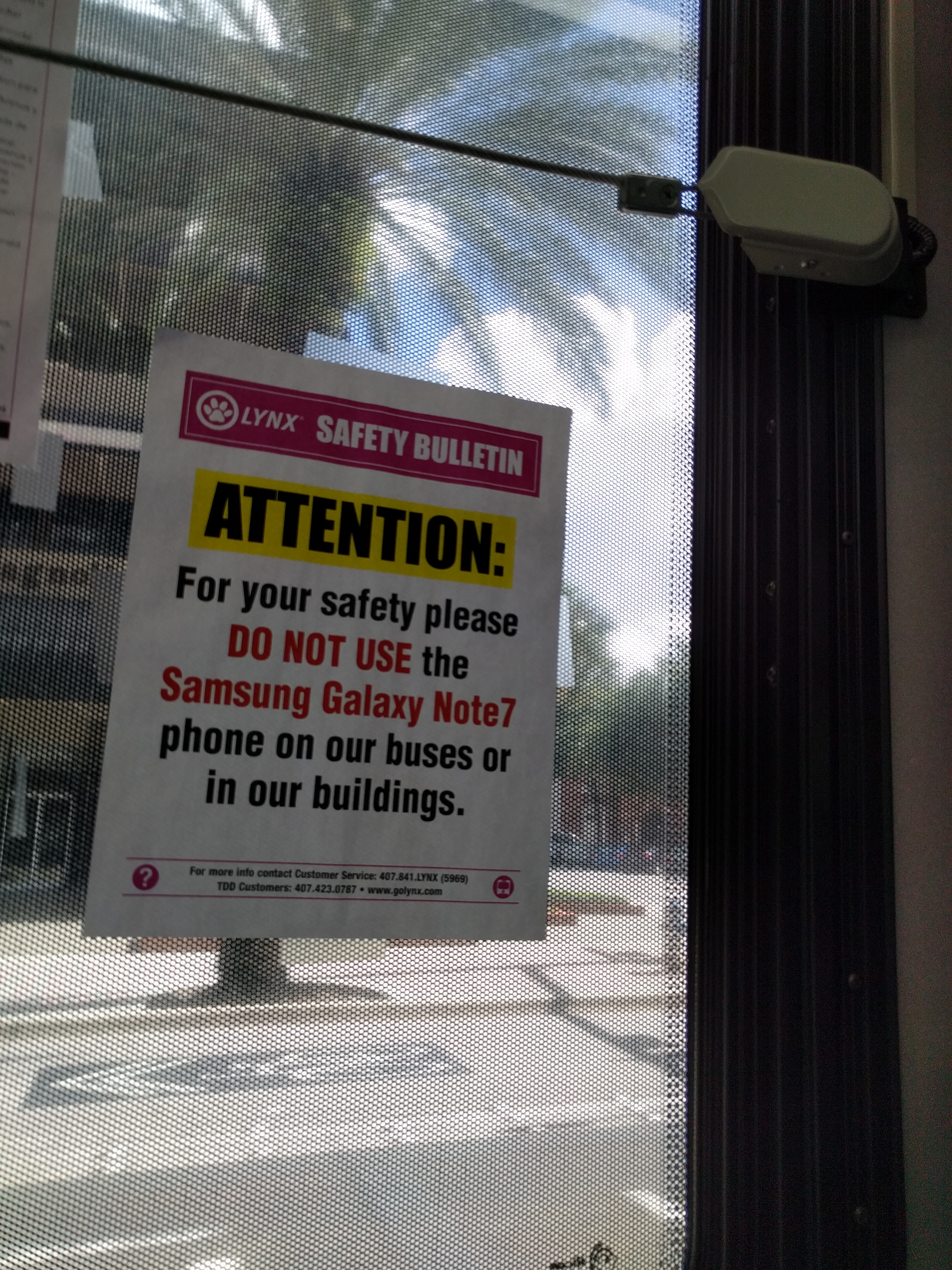
Aviso sobre la prohibición de Galaxy Note 7

### Explosiones de la batería y primeros informes
A partir del 31 de agosto de 2016 varios usuarios de todo el mundo informaron a Samsung de que sus equipos móviles explotaban repentinamente. El primer caso (véase Investigaciones posteriores) correspondía a las baterías con revestimientos muy pequeños lo que causa la explosión. El 15 de septiembre de 2016 Samsung suspendió oficialmente las ventas y ofreció a los usuarios cambiar su Galaxy Note 7 por un Galaxy S7 Edge.
Se estima que a Samsung le costaría mil millones de dólares en reemplazar cerca de 2 millones de dispositivos antes de la suspensión. Samsung lanzó dos actualizaciones OTA, una que limitaría la carga a 60% a los Galaxy Note 7 defectuosos, y otra que no se podría cargar; sin embargo, para todos los equipos que no están defectuosos que accidentalmente se actualizaron a las versiones restrictivas, se pueden eliminar ese bloqueo al borrar los datos del teléfono y revirtiendo el firmware a la versión 1, que corresponde al lanzamiento inicial.
La mayoría de las aerolíneas de todo el mundo tomaron medidas de seguridad para sus pasajeros donde se prohíbe llevar el Note 7 a los aviones por razones de seguridad. Esto incluye a los Note 7 de reemplazo.

### Problemas con teléfonos reemplazados
A inicios de octubre de 2016, los dispositivos Galaxy Note 7 reemplazados también experimentaron problemas, ya que se calentaban y explotaban, o bien, echaban humo, o presentaban fugas de líquido. En ese caso (véase Investigaciones posteriores), se debe a los errores de fabricación de las baterías.
El 5 de octubre de 2016, un vuelo de Southwest Airlines con destino a Louisville no pudo despegar debido a que un Galaxy Note 7, proveniente de AT&T, empezó a echar humo y líquido incluso apagado. Samsung empezó la investigación con la aerolínea, pero esa no pudo confirmar hasta que el teléfono de reemplazo defectuoso fue recuperado.

### Segunda suspensión y posterior descatálogo
El 11 de octubre de 2016, Samsung suspendió en programa de intercambio y descontinuó el Galaxy Note 7 de forma permanente. El 19 de octubre de 2016 Samsung reportó a todos los videos por derechos de autor, comenzando con el vídeo original, poco después el vídeo original regresó a YouTube. Samsung también eliminó el vídeo oficial del Note 7.
En algunos casos, por ejemplo, Samsung ya comienza a bloquear la red móvil a quienes se niegan a devolverlo. En algunas aerolíneas, no solo se prohíben el uso de los Note 7, sino también Samsung instaló algunas tiendas para que cambiaran el teléfono o que devolvieran el dinero antes que el pasajero aborde su vuelo en vez de que sea confiscado por el personal del aeropuerto o por el guardia.
Samsung anunció que el 96% de los Note7 fueron recogidos por lo cual ya es seguro quitar los avisos del Note 7 en los vuelos.

#### Desactivación de los Note 7
En diciembre de 2016 Samsung lanzó una actualización forzada que convertiría a los Note 7 en dispositivos no funcionales (hard brick). Verizon se niega a enviar la actualización debido a que hay clientes que no tienen otro dispositivo para cambiar.
En Corea, Samsung limitaría la carga de los Note 7 a 60% en su primera actualización forzada del 13 de septiembre de 2016, a 15% en la segunda del 9 de enero de 2017 incluso con los teléfonos reemplazados y bloquearía la carga en la última del 24 de marzo de 2017.

### Bromas relacionadas con el “Note 7”
Un bromista cambió el nombre de una red Wi-Fi a "Samsung Galaxy Note7_1097" en un vuelo en Virgin América desde San Francisco a Boston. Esto causó que el vuelo se desviara para buscar el Note 7. El pasajero reveló que sólo se trataba de una broma, puesto que ningún pasajero poseía un Galaxy Note 7 a bordo.

### Investigaciones posteriores
El 23 de enero de 2017 Samsung reveló la causa de las explosiones después de meses de investigación. Los problemas eran diferentes entre los 2 proveedores de baterías: Samsung SDI y ATL (Amperex Technology). Las teorías acerca del diseño fueron descartadas y se indicó que el problema era la batería de ambos proveedores. Según las investigaciones, las baterías de SDI tenían los revestimientos muy pequeños lo cual no permitía a la batería expandirse y contraerse durante los procesos de carga y descarga. Esto también causaba deformaciones en los separadores del cátodo y ánodo, lo cual producía cortocircuito que causaban las explosiones.
Sin embargo, el problema con las baterías de ATL fue diferente. La compañía tuvo que multiplicar la cantidad de baterías para satisfacer la demanda de Samsung, con lo cual varias unidades fueron fabricadas de forma errónea, y en algunas, no tenían las membranas de aislamiento, lo que provocó los cortocircuitos nuevamente.
En vez de destruir todos los note 7 para no incrementar la basura electrónica, el 27 de marzo de 2017 Samsung reutilizó todas las piezas (como el procesador, la cámara, la pantalla táctil o los semiconductores) movieéndolas a varios modelos distintos, aunque Samsung planeó en febrero de 2017 convertir todos los Note 7 defectuosos en un modelo reacondicionado con menor capacidad de la batería.
Tras la descontinuación, algunas de las funcionalidades (como la interfaz Grace o Samsung Pass) fueron movidas a otros teléfonos con Android Marshmallow (como Galaxy A8 (2016), la serie Galaxy A (2017) y Galaxy Tab A (2018)) y Nougat (como Galaxy Note 5 (vía actualización de software), la serie Galaxy C pro y Galaxy S8/S8+).

## Samsung Galaxy Note Fan Edition (FE)
En junio de 2017, The Wall Street Journal anunció que Samsung utilizaría los dispositivos devueltos para lanzar el Galaxy Note FE (Fan Edition). El dispositivo fue lanzado el 7 de junio de 2017.
A diferencia del modelo original la versión Fan Edition tiene, por seguridad, una menor capacidad de batería y se traduce en 3200 mAh de capacidad. En la parte trasera dice "Fan Edition". También, como respuesta a las fallas relacionadas con la batería, introdujo un verificador de batería de 8 puntos haciendo que las baterías sean más seguras para los dispositivos nuevos y en producción actual. No hubo reportes de explosión en Galaxy S8 gracias a la verificación de batería de 8 puntos, ni siquiera reportes de explosión en los Galaxy Note 8.